# Dagmar Yu-Dembski
Dagmar Yu-Dembski (* 1. Februar 1943 in Berlin; gest. 21. Mai 2023) war eine deutsche Journalistin und Autorin chinesischer Abstammung.

## Leben
Yu-Dembski wurde 1943 als Tochter einer Deutschen und eines Chinesen aus Südchina geboren. Ihre Eltern trennten sich, als sie 13 Jahre alt war. Sie absolvierte Studien der Publizistik, Kunstgeschichte und Sinologie an der Freien Universität Berlin. Ihr Forschungsschwerpunkt liegt im Bereich  der Rolle der Frauen in den Medien sowie der Geschichte der deutsch-chinesischen Beziehungen unter besonderer Berücksichtigung der Chinesen in Deutschland. Yu-Dembski war zwischenzeitlich geschäftsführende Leiterin des Konfuzius-Instituts in Berlin und Herausgeberin der 2014 eingestellten Zeitschrift Das neue China. Yu-Dembski übersetzte das Buch Shanghai-Magie : Reportagen aus dem New Yorker von Emily Hahn aus dem amerikanischen Englisch ins Deutsche. Sie lebte mit ihrem Mann in Berlin.

## Werke

### Fiktionale Werke
- 2010: Lili und das chinesische Frühlingsfest, Carlsen-Verlag, Hamburg, ISBN 978-3-551-08693-8. 
  - 2014: 热闹的春节 (Pinyin: Rènào de chūnjié),  長江少年兒童 出版社 (Pinyin: Chángjiāng shàonián értóng chūbǎn shè), Wuhan, ISBN 978-7-5560-0158-3 (chinesische Übersetzung).

### Sachbücher
- 2007: Chinesen in Berlin, Berlin edition, ISBN 978-3-8148-0159-9.
- 2013: Chinaprinzessin : meine deutsch-chinesische Familie, edition Ebersbach, Berlin, ISBN 978-3-86915-064-2.

### Herausgeberin
- 2013: Mechthild Leutner: Dreihundert Jahre Chinesisch in Deutschland : Annäherungen an ein fernes Land, LIT Verlag, Münster, 2013, ISBN 978-3-643-12385-5.